# 裴延鲁
裴延魯（?—?），字東禮。孟州濟源（今河南濟源）人。
祖父裴肅官至御史中丞，父裴儔官至江西觀察使。咸通二年（861年）辛巳科狀元，考官是中書舍人薛耽。乾符元年（874年）授中书舍人，金部郎中。官至浙东观察使。